# El topo
El topo és una pel·lícula Acid Western mexicana de 1970, escrita, dirigida i protagonitzada per Alejandro Jodorowsky. Es caracteritza pels seus estranys esdeveniments i personatges, la utilització d'actors mutilats i nans, i les abundants dosis de simbolisme cristià, i filosofia oriental. La pel·lícula segueix a un personatge que, muntat en el seu cavall i amb el seu petit fill nu a la gropa, reparteix justícia allí per on passa en la seva incessant cerca per aconseguir la il·luminació, i donar sentit a la seva vida.

## Argument
La pel·lícula transcorre en dos escenaris. La primera meitat, en un desert sense nom, abasta el viatge del protagonista, primer amb el seu fill i després amb Mara. Ella el convenç perquè mati als quatre "Mestres del revòlver". Quan "El Topo" troba un mestre, aquest li ensenya una lliçó, després de la qual cosa es baten en duel. Mara li diu a "El Topo" que ha de guanyar i que per a això ha de fer el que sigui necessari, fins i tot l'incita a fer trampa cada vegada. L'últim mestre es mata a si mateix, en un acte de despulla total, demostrant així la poca importància de la vida material. La primera meitat acaba amb la traïció a "El Topo" per part de Mara i una estranya dona que els acompanya i el seu frustrat assassinat.
La segona meitat de la pel·lícula té lloc anys després, tan bon punt "El Topo" és rescatat per una banda de marginats deformes que el salven de la mort. La banda condueix a "El Topo" a la seva comunitat subterrània, on ell, estant en coma, medita durant uns anys sobre les quatre lliçons. Quan desperta, "reneix" amb l'ajuda dels marginats, i abandona la seva presó subterrània a la recerca de la llibertat dels deformes.
Amb l'ajuda de la seva núvia nana i el seu fill —ja gran—, "El Topo" cava una sortida de la cova, veient que els de la seva comunitat són assassinats pels habitants d'un poble pròxim. Traient foc pels queixals, "El Topo" els mata i posa gasolina sobre si mateix i s'immola en el foc, una vegada que ha après tot el que podia sobre la vida.
El fill de "El Topo" i la núvia sobreviuen a aquesta apocalipsi i caven una tomba per les seves restes, que més tard es transforma en un rusc ple de mel (símbol religiós d'un home sagrat).

## Repartiment
- Alejandro Jodorowsky... El Topo
- Brontis Jodorowsky... Fill, el fill del Topo (Niño)
- Alfonso Arau... Bandit #1
- José Luis Fernández ... Bandit #2
- Alf Junco ... Bandido #3
- Jacqueline Luis... Esposa del Topo
- Mara Lorenzio ... Mara
- Paula Romo ... La Mujer de Negro
- David Silva ... El Coronel
- Héctor Martínez ... El primer Amo del Revólver
- Juan José Gurrola ... El segon Amo del Revólver
- Víctor Fosado ... El tercer Amo del Revólver
- Alisha Newton ... Esposa del tercer Amo del Revólver
- Agustín Isunza... L'últim Amo del Revólver
- Robert John ... Fill, El fill del Topo (Adult)
- Bertha Lomelí ... Mare del segon Amo del Revólver
- José Antonio Alcaraz ... xeriff
- José Legarreta ... Hombre moribund

## Interpretació
La pel·lícula sol ser interpretada com una metàfora del Antic i Nou Testament. Els quatre mestres representarien els quatre grans profetes del Antic Testament (Isaïes, Jeremies, Ezequiel i Daniel) i El Topo a Jesucrist.
Molt allunyat d'això la pel·lícula ens mostra una crítica a la societat occidental i la seva religió, és a dir critica al materialisme i la idelogia de ser millor a través de fer més, Mara és la representació dels desitjos als quals sucumbeix el Topo, mateix plantejament pel qual va passar Buda amb el dimoni Mara, de qui es diu que ho va temptar per a sucumbir als desitjos terrenals i impedir-li aconseguir la il·luminació. D'una forma molt cautelosa, deixa veure el costat negre del matriarcat i els falsos cànons de bellesa en la doble moral de la societat en adorar a un fals déu (Representat pel Ull de Ra, un simbolisme al dòlar i la cultura estatunidenca d'aquells anys), i oblidar els principis i ensenyaments de la seva religió deixant-se portar pels excessos i caient en diversions banals i atraccions violentes.
En una seqüència introductòria animada es descriu al Talp com algú que ha experimentat el procés descrit en la al·legoria de la cova, trobada en La República de Plató.
L'escena final, en la qual El Tpop es cala foc a si mateix, comparteix una imatge similar a la foto d'un monjo budista (Thích Quảng Đức), que es va cremar a si mateix en una dels carrers de Saigon, com a forma de protesta davant l'opressió del govern.

## Curiositats
- Aquest film ocupa el lloc 42 dins de la llista de les 100 millors pel·lícules del cinema mexicà, segons l'opinió de 25 crítics i especialistes del cinema a Mèxic, publicada per la revista Somos al juliol de 1994.[2]
- John Lennon, impressionat per la pel·lícula,[3] va comprar els drets per a exhibir-la als Estats Units i derivat d'aquesta relació, a través d'Allen Klein, el seu representant, va finançar part del següent treball de Jodorowsky, La montaña sagrada.[4]
- Un dels fanàtics de la cinta és el músic Marilyn Manson, la fascinació del qual per la mateixa el va portar a travar amistat amb Jodorowsky.[5]
- Segons paraules de Peter Gabriel, l'àlbum conceptual de Genesis The Lamb Lies Down on Broadway fou inspirat per l'argument d'aquesta pel·lícula.[6]